# 緩衝啟動器

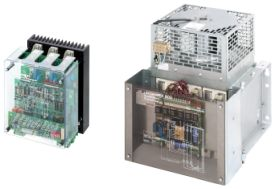
馬達緩衝啟動器

馬達緩衝啟動器（英語：motor soft starter）也稱為軟啟動器，是配合交流电动机使用的設備，在馬達啟動時可以暫時減少其負載及力矩，也降低啟動時的湧浪電流。因此可以減少啟動時馬達及軸上的機械應力，也減少配電系統及電纜線上的電磁應力，延長系統的壽命。
馬達緩衝啟動器有機械式的、電子式的，也有混合式的。機械式的馬達緩衝啟動器包括了離合器以及不同種類，可以傳遞力矩的联轴器（例如液力耦合器、磁力耦合器或是用金屬球等），類似扭矩限制器。電子式的馬達緩衝啟動器是可以用降低輸入電壓或是電流來暫時降低力矩的設備，也可以是暫時性調整馬達电路接線方式的設備。

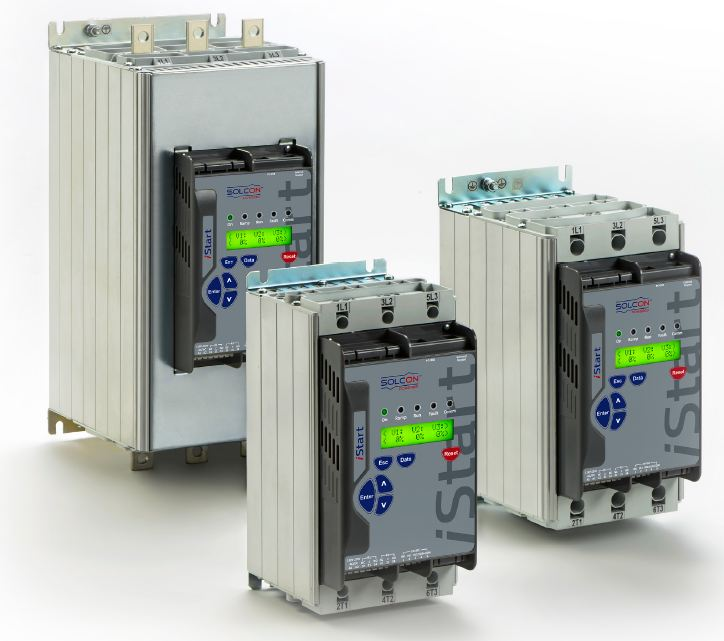
數位的緩衝啟動器

感應馬達在啟動時的突入電流會是額定電流的7至10倍，啟動轉矩會是額定電流的三倍。增加的力矩會使機械產生突然的應力，會減少設備的壽命。而且高突入電流也會給電源帶來應力，可能造成電壓驟降，因此會讓一些敏感設備的壽命下降。
緩衝啟動器可以避免這些副作用，已發展出許多不同控制的方式，有些是控制電壓，有時則是用像離合器之類的機械設備。緩衝啟動器的型錄會列出其個自的電流及轉矩特性。
若是高突入轉矩，會使設備有高機械應力，會增加維修成本及磨損。而高電流及高電流峰值則會提高電費（依電流峰值計算），而且會增加電源及發電機需要提供的電力。
緩衝啟動器在馬達啟動過程中，會持續控制馬達的電壓。因此，可以調整馬達，設法符合機械的特性，可以讓機械平順的加速，可以延長設備壽命、提昇運作性能，而且可以讓運作比較平順。電子式的緩衝啟動器可以是控制馬達電壓及電流的固态电子器件設備。緩衝啟動器可以串接在電源和馬達之間，或是連接到在Δ接馬達的Δ迴路內，控制每一個繞組的電壓。固態電子緩衝啟動器可以控制馬達的一相或是多相，以達到緩衝啟動的效果。一般而言，電壓是由反並聯連接的矽控整流器（晶閘管），不過在一些三相控制的場合內，控制元件可以改為反並聯連接的矽控整流器及二極體。
另一種限制啟動電流的方式是串聯電抗器。若使用無鐵心的電抗器作為串聯電抗器。可以設計高效且可靠緩衝啟動器，可以適合功率/電壓從25 kW 415 V到30 MW 11 kV的各種三相馬達。在泵、壓縮機、風扇等應用中，常常使用無鐵心電抗器的緩衝啟動器。若需要高啟動轉矩的應用，會使用其他的方法。

## 應用
緩衝啟動器可以依各應用的需求不同來設置。在泵浦應用中，緩衝啟動器可以避免壓力的突然增加。輸送帶系統可以平順運行，避免驅動元件的應力及加加速度。若是風扇或是其他用皮帶驅動的系統，緩衝啟動器可以讓系統慢慢啟動，避免皮帶打滑。緩衝啟動器也用在電子式的R/C直升機中，讓转子叶片以平稳，受控的方式上升，而不是突然激增。在所有的系統中，緩衝啟動器都可以限制突入電流，提昇電源穩定性，減小會影響其他負載的暫態电压下降。